# Барышников, Игорь Лазаревич
Игорь Лазаревич Барышников (род. 20 января 1959 года) — российский  инженер, общественный активист из Калининградской области, который в 2023 году был приговорен к 7,5 годам лишения свободы по статье 207.3 УК РФ («распространение заведомо ложной информации о действиях Вооружённых сил РФ»), несмотря на тяжёлое заболевание. Правозащитный центр «Мемориал» признал Игоря Барышникова политическим заключённым.

## Биография
Игорь Лазаревич Барышников родился 20 января 1959 года. После окончания в Ленинграде Политехнического института Игорь Барышников там же познакомился с Людмилой, которая приехала поступать в институт. Впоследствии они с Людмилой работали в Латвии.
В 2021 году Игоря Барышникова два раза арестовывали за участие в митинге в поддержку Алексея Навального и за якобы призывы к участию в митинге. 
5 мая 2022 года на Игоря Барышникова завели дело по статье 207.3 УК РФ («распространение заведомо ложной информации о действиях Вооружённых сил РФ») из-за упоминаний того, что российская армия сделала в Буче и Мариуполе. Затем его доставили в следственный комитет и назначили ему адвоката с заставкой Z на телефоне, который впоследствии поехал в Украину и подорвался на мине. Уголовное дело вели по пункту «д» части 2 статьи 207.3 УК РФ («публичное распространение заведомо ложной информации об использовании Вооружённых Сил РФ»), а поводом стали посты в Фейсбуке, в одном из которых упоминались погибшие на крейсере «Москва», а в другом — гибель мирных жителей Украины от действий российской армии
В марте 2023 года из-за болезни Игоря Барышникова заседание суда было перенесено. Ему в больнице установили цитостому. 19 мая 2023 года медицинский консилиум лицензированных московских специалистов из двух докторов наук отметил, что «заболевания, которыми страдает Барышников, подходят под перечень болезней, препятствующих возможности отбывания наказания в виде лишения свободы». 
В своём последнем слове на суде Игорь Барышников заявил: 

Мне вменяют совершение тяжкого преступления. При этом я никого не убил, никого не ограбил, не изнасиловал, ничего ни у кого не украл. Заседание закрытое, что я воспринимаю как политическую расправу, дело сфабриковано и сфальсифицировано по образцам 37-го года, когда человека сажали на десять лет или расстреливали по фантастическим обвинениям. Следствие не представило суду ни одного доказательства моей вины и вынуждено было выдумывать. Чего стоят письменные показания старшей по дому. Старая больная женщина, с трудом передвигающаяся, плохо слышащая, едва ли понимающая, что в реальности происходит в мире. Тем не менее, в её письменных показаниях утверждается, что я призывал её на какие-то протестные акции. Абсурд полный
22 июня 2023 года Советский городской суд Калининградской области признал Игоря Барышникова виновным и приговорил его к 7,5 годам лишения свободы в колонии общего режима за сообщения в социальной сети. Приговор вынесла судья Ольга Баландина. Игорь Барышников был приговорен к заключению несмотря на то, что у него цистостома и катетер в животе. Кроме того, у него была 97-летняя мать-инвалид, у которой он являлся единственным опекуном. 
Правозащитный центр «Мемориал» признал Игоря Барышникова политическим заключённым. «ОВД-Инфо» создал петицию с требованием немедленно освободить активиста.
Игоря Барышникова поместили в СИЗО-1 на улице Генделя в Калининграде в камеру площадью 5-6 квадратных метров без ремонта, с неработающим унитазом, влажным бетонным полом и большим количеством комаров. Вода из-под крана в бараке даже после кипячения не пригодна к употреблению, так как трубы ржавые. Навещать Игоря Барышникова разрешено только раз в месяц, а звонки ему запрещены. Адвокат Екатерина Селизарова следующим образом прокомментировала ситуацию: 

Это непостижимо! Эта система рассчитана на причинение бесконечных, нескончаемых страданий. Там всё продумано — готовить такую еду, чтобы её есть было невозможно. Человек сидит полуголодный, а в ларьке купить не может. Книг не принимают — только из библиотеки. Вот он захотел Ремарка, я ему принесла «Три товарища» — да куда там!
7 августа 2023 года в городе Советск Калининградской области скончалась мать Игоря Барышникова Евгения Вениаминовна, состояние которой резко ухудшилось после того, как сын был арестован. Она была жертвой Холокоста, ребёнком смогла убежать от нацистов в Полоцке, а все её родные были убиты. Адвокат Мария Бонцлер отметила: «Когда Игоря судили, я ещё в процессе сказала, что суд своим приговором убьёт сразу двоих». 9 августа её похоронили. На похороны приехали все друзья Игоря, а также активисты, а самого Игоря Барышникова не пустили — судья ответила резким отказом.

## Семья
Женат, есть дочь. Мать — Евгения Вениаминовна Барышникова (1926, Полоцк — 2023).